# Mkhchyan
Mkhchyan (en armenio: Մխչյան) es una comunidad rural de Armenia ubicada en la provincia de Ararat.
En 2008 tenía 5094 habitantes. Hasta 1935, la localidad era conocida como "Imamshahlu".
La localidad recibe su actual topónimo del militar comunista Liparit Mkhchyan, que había muerto en combate en Imamshahlu en 1921 durante la Guerra Civil Rusa.
Se ubica sobre la carretera H8, a medio camino entre Artashat y Masis.

## Demografía
Evolución demográfica:
| Año        | 1831 | 1897 | 1926 | 1939 | 1959 | 1970 | 1979 | 2001 | 2004 |
| Habitantes | 391  | 1177 | 1104 | 1268 | 2912 | 3557 | 2843 | 5022 | 5030 |